# Harold Byrn Hudson
Harold Byrn Hudson (ur. 8 grudnia 1898, zm. luty 1982) – as myśliwski brytyjskiego Royal Flying Corps z 13 potwierdzonymi  zwycięstwami w I wojnie światowej. Należał do elitarnego klubu Balloon Buster.
Harold Byrn Hudson urodził się w Cobham w Surrey. Był synem lekarza, który w 1912 roku wyemigrował do Kolumbii Brytyjskiej. Do Royal Flying Corps został przydzielony w 1917 roku. Po przydzieleniu do eskadry myśliwskiej No. 28 Squadron RAF walczył z jednostką na froncie włoskim. Pierwsze zwycięstwo odniósł łącznie ze swoim dowódcą Williamem Barkerem 24 stycznia 1918 roku nad balonem obserwacyjnym w okolicach Conegliano. Łącznie razem z Barkerem zestrzelił 7 balonów obserwacyjnych. W czerwcu został przeniesiony do eskadry No. 45 Squadron RAF, w którym służył do końca wojny. 
Po wojnie wrócił do Kanady gdzie pracował w przemyśle papierniczym.